# Леопольдо О'Доннелл
Леопольдо О'Доннелл-і-Хоріс (ісп. Leopoldo O'Donnell y Jorís; 12 січня 1809—5 листопада 1867) — іспанський військовик і політик, тричі очолював уряд Іспанії.

## Кар'єра
1837 року був призначений на посаду командувача кантабрійської армії, а потім — генерал-капітана Арагону, Валенсії та Мурсії. 1838 року завдав нищівної поразки карлістам при Урієті, а наступного року — над Кабрерою при Люсені.
Внаслідок невдалого повстання 1841 року проти Бальдомеро Еспартеро був змушений тікати до Франції, де перебував до самого падіння режиму Еспартеро 1843 року. Після того став губернатором Куби (до 1848). Повернувшись на батьківщину, став опозиційним членом Сенату.
28 червня 1854 року О'Доннелл очолив військове повстання та, взявши гору над військами королеви 29 липня, разом з Бальдомеро Еспартеро вступив до Мадрида. Отримавши посаду військового міністра, він невдовзі усунув слабкого Еспартеро й 14 липня 1856 року очолив уряд. Він оголосив усю Іспанію на становищі облоги, розпустив кортеси, втім 12 жовтня був змушений поступитись владою Нарваесу.
Долучившись до так званої «ліберальної унії», О'Доннелл прагнув до об'єднання всіх поміркованих партій, що знову привело його до влади (1858—1863).
У війні з Марокко О'Доннелл взяв на себе командування армією, взяв після штурму ворожого табору Тетуан та уклав вигідний для Іспанії мир.
За врядування О'Доннелла було здійснено спільно з французами експедицію до Мексики та відвойовано колонію Санто-Домінго, частину острова Еспаньйола, яку невдовзі було знову втрачено.